# Aleksander Szerwentke
Aleksander Marian Szerwentke (ur. 7 września 1927 w Jutrosinie, zm. 28 marca 2022 w Warszawie) – polski działacz państwowy i ekonomista, w latach 1979–1980 podsekretarz stanu w Ministerstwie Budownictwa i Przemysłu Materiałów Budowlanych.

## Życiorys
Syn Aleksandra i Eleonory. Z zawodu ekonomista, absolwent Uniwersytetu im. Adama Mickiewicza. Autor publikacji na tematy ekonomiczne, m.in. Planowanie inwestycji (1964). Członek Polskiej Zjednoczonej Partii Robotniczej. Przez szereg lat związany z administracją państwową, pełnił funkcje dyrektora Zespołu Budownictwa i Przemysłu Materiałów Budowlanych Państwowej Komisji Planowania Gospodarczego (1968–1971) oraz Zespołu Planowania Terenowego Komisji Planowania przy Radzie Ministrów (1977–1979). Od 14 listopada 1979 do 22 grudnia 1980 podsekretarz stanu w Ministerstwie Budownictwa i Przemysłu Materiałów Budowlanych. W latach 1986–1988 dyrektor Biura Organizacyjnego Urzędu Rady Ministrów.
Zmarł w wieku 94 lat. 11 kwietnia 2022 został pochowany na Cmentarzu Wojskowym na Powązkach.

## Odznaczenia
Odznaczony Krzyżem Komandorskim Orderu Odrodzenia Polski.